# Ulrich Tuchel

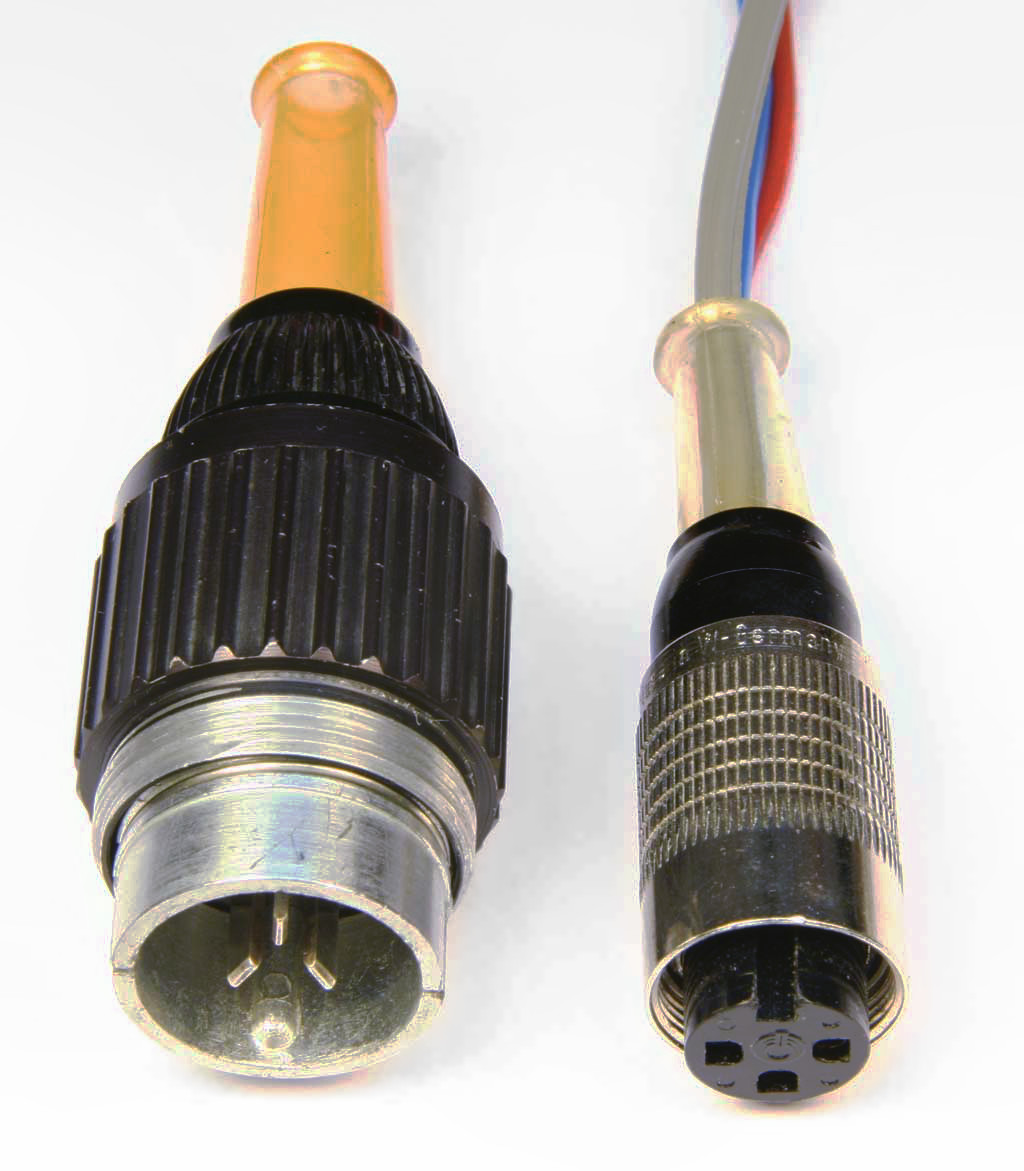
Groß- und Kleintuchelstecker

Ulrich Tuchel (* 7. August 1904 in Berlin; † 29. Januar 1986 in Heilbronn) war ein deutscher Ingenieur und Unternehmer. Er entwickelte in den 1930er Jahren den nach ihm benannten Tuchelstecker.

## Leben
Nach einem Studium der Elektrotechnik wurde Tuchel 1932 Betriebsingenieur und später Chefkonstrukteur in der Zentraltechnik bei der Reichs-Rundfunk-Gesellschaft in Berlin. Um den Austausch von Rundfunkgeräten zu erleichtern, entwickelte er einen selbstreinigenden Kontakt, der als „Tuchel-Kontakt“ bekannt wurde. Bei den Olympischen Spielen 1936 in Berlin wurde die Technik erstmals großflächig eingesetzt und 1943 in allen deutschen Rundfunkstudios eingeführt. In den frühen 1940er Jahren machte sich Tuchel selbständig und verlagerte die Produktion aufgrund von Luftangriffen ins thüringische Eisenberg.

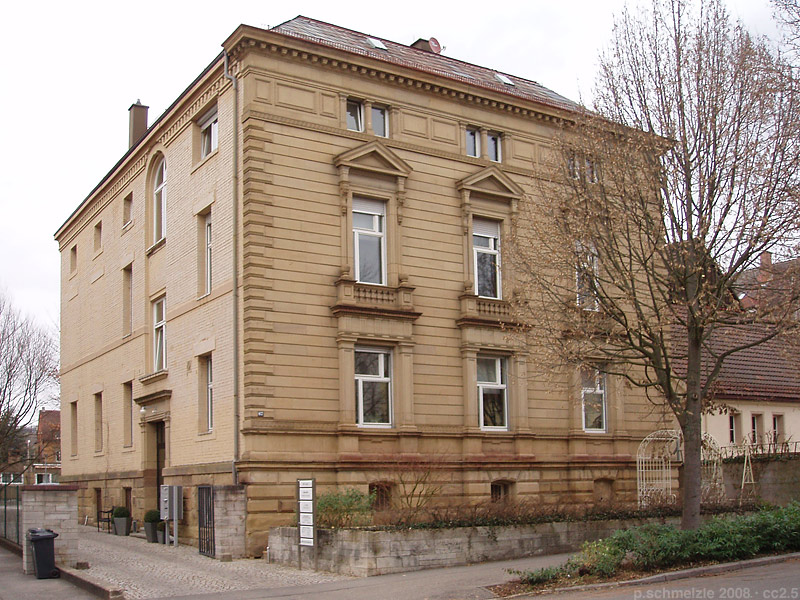
Tuchels erster Unternehmenssitz in der Heilbronner Bismarckstraße

Nach Ende des Zweiten Weltkriegs übersiedelte Tuchel 1947 ins württembergische Heilbronn, die Geburtsstadt seiner Frau. Im ehemaligen Offizierskasino der Heilbronner Kaserne gründete er 1948 das Unternehmen Tuchel-Kontakt, das Technik für Rundfunksender herstellte. 1958 zog das Unternehmen mit ca. 500 Mitarbeitern in ein Gebäude in Böckingen. Das Unternehmen bewarb die Zuverlässigkeit der Kontakte in den 1960er Jahren mit der Aussage, ein Tuchelstecker funktioniere auch außerhalb der Erdatmosphäre störungsfrei, und nahm damit Bezug auf die aufkommende Raumfahrt.
1963 erhielt Tuchel die Rudolf-Diesel-Medaille in Gold. Zu seinem 60. Geburtstag 1964 führte der Arbeitskreis für elektronische Musik der TU Berlin, dem Tuchel Studiogeräte gestiftet hatte, die Komposition Morsezeichen von Manfred Krause und Rüdiger Rüfer in Heilbronn auf. Zum 1. Januar 1967 verkaufte Tuchel sein Unternehmen an die US-amerikanische Amphenol Corporation. Er schied aus dem Unternehmen aus und wirkte weiter als Berater.
In Berlin gründete Tuchel 1968 die Conectron GmbH & Co. KG, die elektrische Kleinmotoren entwickelte. Tuchel sammelte Kunst und sagte 1970 als Zeuge im Prozess um den sogenannten „Münchner Bilderschwindel“ aus, bei dem ihm ein gefälschtes Gemälde als Werk eines alten Meisters aus Verona für 750.000 Mark verkauft worden war. 1986 starb er in Heilbronn.